# Abbi cura di me (singolo)
Abbi cura di me è un singolo del cantautore italiano Simone Cristicchi, pubblicato il 6 febbraio 2019 come unico estratto dalla raccolta omonima.
Il brano è stato presentato al 69º Festival di Sanremo, classificandosi al quinto posto ma vincendo il premio Sergio Endrigo alla miglior interpretazione e il premio Giancarlo Bigazzi per la miglior composizione musicale.

## Descrizione
Il brano è stato scritto da Cristicchi stesso in collaborazione con Nicola Brunialti (per la parte del testo) e Gabriele Ortenzi (per quella della musica) ed è stato presentato dall'artista alla sopracitata manifestazione sanremese, alla quale il cantautore romano risultava assente da sei anni. Riguardo al testo, Cristicchi lo ha definito «una preghiera d'amore universale», argomentandone il significato in occasione di un'intervista concessa a la Repubblica:
Brunialti, intervistato dal quotidiano Leggo, ha invece dichiarato come il brano sia una risposta alle «notizie negative da cui siamo continuamente schiacciati, con una riflessione più profonda».

## Video musicale
Il videoclip, pubblicato il 5 febbraio 2019, è stato diretto da Giorgio Testi (già collaboratore di Cristicchi in passato) in piano sequenza e mostra il solo Cristicchi cantare il brano.

## Tracce
Testi e musiche di Simone Cristicchi, Gabriele Ortenzi e Nicola Brunialti.
1. Abbi cura di me – 4:00

## Formazione
Crediti tratti dal libretto dell'edizione CD dell'album.
Musicisti
- Simone Cristicchi – voce
- Francesco Musacco – arrangiamento, pianoforte, tastiera
- Serafino Tedesi – primo violino
- Paolo Costanzo – secondo violino
- Matteo Del Soldà – viola
- Andrea Anzalone – violoncello
- Sandro Ceccarelli – primo corno
- Alessandro Valoti – secondo corno
- Daniele Moretto – tromba
- Andrea Andreoli – trombone
- Antonio Perruzzelli – basso elettrico

Produzione
- Francesco Migliacci – produzione esecutiva, supervisione artistica
- Francesco Musacco – produzione artistica, arrangiamento, missaggio, registrazione
- Fabio Patrigliani – registrazione della voce
- Alessandro Marcantoni – registrazione dell'orchestra
- Fabio Paciucci – assistenza alla registrazione dell'orchestra
- Lucio Fabbri – supervisione artistica dell'orchestra
- Claudio Giussani – mastering

## Classifiche
| Classifica (2019) | Posizione massima |
| ----------------- | ----------------- |
| Italia            | 13                |